# Françoise Jézéquel
Françoise Jézéquel (* 30. März 1970 in Morlaix) ist eine ehemalige französische Fußballspielerin.

## Vereinskarriere
Françoise Jézéquel spielte in ihrer Jugend beim FC Bergot Brest. 1988 holte das bretonische Frauenfußball-„Flaggschiff“ Saint-Brieuc Chaffoteaux Sports die 1,65 m große, offensive Mittelfeldspielerin in seine Ligaelf, wo sie bereits wenige Wochen später auch zur Nationalspielerin wurde (siehe weiter unten). Mit dieser Frauschaft gelang ihr 1989 der Gewinn des französischen Meistertitels; im Endspiel gegen ASJ Soyaux erzielte sie den Treffer zur zwischenzeitlichen 2:1-Führung. 1992 wurden die Briochins noch einmal Vizemeister, als sie im Finale Juvisy FCF mit 2:3 unterlagen. 
Im erst mit der Saison 2001/02 eingeführten Landespokalwettbewerb erreichte sie gleich bei dessen erster Austragung das Halbfinale, in dem aber auch ein weiterer Treffer von ihr nicht verhinderte, dass statt Saint-Brieuc der FC Lyon ins Endspiel einzog. Die Vereinsfarben von Saint-Brieuc CS (bzw., aufgrund zweier Umbenennungen, Saint-Brieuc FF und danach Stade Briochin) vertrat sie noch bis 2004 und beendete dann ihre aktive Spielerinnenzeit.
Von mindestens 2009 bis 2011 betreute Françoise Jézéquel als Co-Trainerin die Liga-Frauenelf ihres in der Division 1 Féminine spielenden Klubs.

## Nationalspielerin
Françoise Jézéquel debütierte im Juli 1988 gegen Italien B in Frankreichs A-Nationalelf und wurde bis März 1994 von Nationaltrainer Aimé Mignot insgesamt 31-mal berücksichtigt. Aufgrund einer Babypause dauerte es nahezu fünf Jahre, bis sie im Februar 1999 den blauen Dress erneut anziehen durfte. Dann allerdings verzichtete Mignots Nachfolgerin Élisabeth Loisel nur in wenigen Spielen auf die Dienste der torgefährlichen Spielerin und setzte sie auch bei der Europameisterschafts-Endrunde 2001 in zwei der drei Vorrundenbegegnungen der Bleues ein. Der dortige Sieg über Italien, in dem Jézéquel per Elfmeter den 2:0-Endstand herstellte, war im Juli 2001 ihr insgesamt 55. und letztes A-Länderspiel, in denen ihr auch 13 Treffer gelungen waren.
Sie ist auch gegen Frauenteams aus dem deutschsprachigen Raum zum Einsatz gekommen: gegen Deutschland im März 1991 und im Mai 1999, gegen Österreich im März 1999 sowie zwei Monate später auch gegen die Schweiz.

## Palmarès
- Französische Meisterschaft: 1989 (und Vizemeisterin 1992)
- 55 A-Länderspiele, 13 Tore